# Anisocentropus maclachlani
Anisocentropus maclachlani är en nattsländeart som beskrevs av Georg Ulmer 1929. Anisocentropus maclachlani ingår i släktet Anisocentropus och familjen Calamoceratidae. Inga underarter finns listade i Catalogue of Life.